# Миколаївська волость (Сумський повіт)
Миколаївська волость — адміністративно-територіальна одиниця Сумського повіту Харківської губернії.
Найбільше поселення волості станом на 1914 рік:
- село Миколаївка — 2302 мешканців;
- село Окня (Кекине) — 1500 мешканців.
- село Склярівка — 1673 мешканців.

Старшиною волості був Іванченко Опанас Іванович, волосним писарем — Кривцов Іван Трифонович, головою волосного суду — Могиленко Федір Іванович.